# Edwin G. Krebs
Edwin Gerhard Krebs (Lansing, Iowa, 1918. június 6. – Seattle, Washington, 2009. december 21.) amerikai biokémikus. 1992-ben munkatársával, Edmond H. Fischerrel közösen elnyerte az orvostudományi Nobel-díjat, mert felfedezték a fehérjék foszforilálásának a sejtműködés szabályozásában játszott alapvető szerepét.

## Tanulmányai
Edwin G. Krebs 1918. június 6-án született az Iowa állambeli kisvárosban, Lansingben. Apja William Carl Krebs presbiteriánus lelkész, anyja Louisa Helena Stegeman volt; Edwin volt négy gyermekük közül a harmadik. A család többször is költözött, Edwin gyermekkora nagy részét az illinois-beli Greenville-ben töltötte. 1933-ban apja váratlanul meghalt és a család Urbanába költözött, ahol a két idősebb fiútestvér már az Illinois-i Egyetem hallgatója volt. Jelentős anyagi nehézségek mellett (minden családtag másodállásokat vállalt, házuk egy részét kiadták) Edwin elvégezte a helyi középiskolát, majd 1940-re az egyetemet is, ahol fő tantárgya a szerves kémia volt.
Tanulmányait a St. Louis-i Washington Egyetem orvosi szakán folytatta, ahol bekapcsolódott Carl és Gerty Cori munkatársának, Arda A. Greennek a kutatómunkájába. Coriék Nobel-díjas házaspár voltak, akik a Washington Egyetemen folytatták enzimológiai és szénhidrátanyagcserét illető kutatásaikat. Green többek között a foszforiláz enzimmel foglalkozott, amely foszfátcsoportokat helyezett el (vagy szedett le) bizonyos fehérjékre. Krebs 1943-ban megkapta orvosi diplomáját, majd nyolc hónapig a St. Louis-i Barnes Kórházban volt rezidens. Miután befejezte orvosi képzését, Krebs jelentkezett a haditengerészetnél és a második világháborút katonaorvosként szolgálta végig. 1946-ban leszerelt és szerette volna folytatni orvosi működését, de a kórházban nem volt hely, ezért – akkor még ideiglenesnek gondolt módon – jelentkezett PhD képzésre a Cori házaspárhoz. Témája korábbi munkájához kapcsolódott, a nyúlizomból nyert foszforiláz protaminra gyakorolt hatását tanulmányozta. 1948-ban megszerezte a PhD fokozatot és elfogadta a seattle-i Washingtoni Egyetem biokémiai tanszékvezetőjének, Hans Neurathnak az állásajánlatát.

## Kutatásai
A seattle-i kutatócsoport enzimológiával és proteinkémiával foglalkozott. Krebs már korábban megfigyelte, hogy az enzimek egy részének van aktív és inaktív formája, de nem volt ismert, hogy mi végzi a ki- és bekapcsolást. 1950-ben közös munkába fogott az egyetemre akkor érkezett svájci kutatóval, Edmond H. Fischerrel, aki burgonyából izolált foszforilázzal dolgozott korábban. A nyúlból és burgonyából kivont enzim különbségeinek okát nem sikerült feltárniuk, de felfedezték, hogy az enzimek aktivitását befolyásolja saját maguk foszforilált állapota. Egy protein kináz nevű enzim az adenozin-trifoszfátról (ATP) egy foszfátcsoportot visz át az adott enzimre, mire annak konformációja megváltozik és aktív állapotba kerül; ráadásul ez a folyamat megfordítható, a foszfátcsoport eltávolítsa révén az enzim kikapcsol.
A későbbiekben kiderült, hogy a foszforilációs módszer általános a sejt működésének szabályozásában és Krebs és Fischer eredményeinek hatalmas jelentősége van a biokémiai és molekuláris biológiai kutatásokban. Ennek alapján dolgozták ki a ciklosporin foszforilációt gátló gyógyszert is.
Fehérjefoszforilációs kutatásain kívül Krebs tanulmányozta a szignál-transzdukciót és a szénhidrátanyagcserét is.
1968-ban Krebs Seattle-ből átment a Davisi Kaliforniai Egyetemre, ahol a kémia professzora és a biokémiai tanszék vezetője lett. Itt 1977-ig maradt, amikor visszatért a Washingtoni Egyetemre a farmakológiai tanszék vezetőjeként. 1977 és 1983 között Howard Hughes Medical Institute számára is dolgozott.

## Díjai
Edwin G. Krebs és Edmond H. Fischer 1992-ben közösen megkapta az orvostudományi Nobel-díjat a fehérjék foszforilációját érintő felfedezéseikért. Ezenkívül Krebs 1988-ban Passano-díjat, 1989-ben orvostudományi alapkutatásért járó Albert Lasker-díjat, 1991-ben pedig Robert A. Welch-díjat kapott.

## Családja
Edwin G. Krebs 1945-ben vette feleségül Virginia Deedy Frenchet. Házasságukból három gyermek született, Sally, Robert és Martha Krebs.
Edwin G. Krebs 2009. december 21-én halt meg szívbetegsége miatt, 91 éves korában.